# Ruckinge
Ruckinge is een civil parish in het bestuurlijke gebied Ashford, in het Engelse graafschap Kent met 711 inwoners.